# Pkg-config
pkg-config 是一个在源代码编译时查询已安装的库的使用接口的计算机工具软件。pkg-config 原本是设计用于 Linux 的，但现在在各个版本的 BSD、windows、Mac OS X 和 Solaris 上都有着可用的版本。
它输出已安装的库的相关信息，包括：
- C/C++编译器需要的输入参数
- 链接器需要的输入参数
- 已安装软件包的版本信息

## 工作原理
当安装一个库时（例如从 RPM，deb 或其他二进制包管理系统），会包括一个后缀名为 pc 的文件，该文件会被放入某个文件夹下（取决于你的系统设置）。例如，在 Linux 为该软件的库文件所在文件夹 lib 之下的子文件夹 pkgconfig。并把该子文件夹加入 pkg-config 的环境变量 PKG_CONFIG_PATH 作为搜索路径，例如在 bash 配置文件中加入一行：
```
export
 
PKG_CONFIG_PATH
=
/usr/local/
`
库的名字
`
/lib/pkgconfig:
$PKG_CONFIG_PATH

```

在这个 .pc 文件里包含有数个条目。这些条目通常包含用于其他使用这个库的程序编译时需要的库设置，以及头文件的位置，版本信息和一个简介。
这是一个用于 libpng 的 .pc 文件的样例:
```
prefix
=
/usr/local

exec_prefix
=
${
prefix
}

libdir
=
${
exec_prefix
}
/lib

includedir
=
${
exec_prefix
}
/include

 

Name
:
 
libpng

Description
:
 
Loads
 
and
 
saves
 
PNG
 
files

Version
:
 
1.2.8

Libs
:
 
-L
${
libdir
}
 
-lpng12
 
-lz

Cflags
:
 
-I
${
includedir
}
/libpng12

```

这个文件告诉我们这些库可以在 /usr/local/lib 找到，头文件可以在 /usr/local/include 里找到，库的名字是 libpng12 并且版本号是 1.2.8。它也提供了用于编译依赖于 libpng 的源代码时需要的链接器参数。
这是一个编译时使用 pkg-config 的样例:
```
gcc
 
-o
 
test
 
test.c
 
$(
pkg-config
 
--libs
 
--cflags
 
libpng
)

```